# Ƹ
Ƹ (malé písmeno ƹ) je písmeno latinského písma. Jedná se o fonetický znak označující znělou faryngeální frikativu, dnes se pro tento zvuk používá znak IPA ʕ.

## Reprezentace na počítači
Unicode obsahuje Ƹ v kódech U+01B8 (velká písmena) nebo U+01B9 (malá písmena).